# Art Looting Investigation Unit
Die Art Looting Investigation Unit (ALIU) war eine geheimdienstliche Spezialeinheit im Zweiten Weltkrieg, die das US-amerikanische Militär seit Ende 1944 bei der Suche nach geraubten und versteckten Kunstwerken unterstützte. Ihre Aufgabe war es, noch während des Kriegs Informationen über den NS-Kunstraub zusammenzutragen, die nach Kriegsende zum Wiederauffinden der Kunstschätze und auch zu einer Verurteilung in den Kriegsgerichtsprozessen führen sollten. Dabei arbeitete die kleine Einheit eng mit den Monuments Men zusammen.
Ihre Verhör- und Rechercheergebnisse wurden in mehreren Reports zusammengefasst und sind noch heute Grundlage bei Recherchen zur Herkunftsgeschichte von Kunstwerken (Provenienzforschung) und bei der Restitution von Raub- und Beutekunst der NS-Zeit.